# 賓尼垂耳兔
賓尼垂耳兔（英語：Mini Lop(美)、Dwarf Lop(英)），又稱小型垂耳兔、侏儒垂耳兔，是兔子的一種品種，體重約2.5至3.5公斤，體型中等。

## 詳細介紹
賓尼垂耳兔，又俗稱為小型垂耳兔或侏儒垂耳兔。他們是由 法國垂耳兔（French Lops）和金吉拉兔（Chinchilla　rabbbit）交配發展而成的，雖然稱為小型垂耳兔，但體型卻比荷蘭垂耳兔（Holland Lop）和美洲費斯垂耳兔（American Fuzzy Lop）還要大。賓尼垂耳兔是美國第三小的垂耳兔品種，屬於中型兔種。荷蘭垂耳兔則是美國最小的垂耳兔品種。
賓尼垂耳兔相當於英國的侏儒垂耳兔（Dwarf Lop），因此在英國并沒有官方標準的Mini Lop品種。
在英國有一種比荷蘭垂耳兔品種還要小型的垂耳兔品種，名為迷你垂耳兔（Miniature Lop)。迷你垂耳兔時常在英國簡稱為Mini Lop，但迷你垂耳兔（小型）與美國的賓尼垂耳兔（中型）是不同的。

## 重量
|                 | 理想重量  | 最大重量 |
| --------------- | --------- | -------- |
| 成兔 (公斤/kg)  | 2.3 - 3.0 | 3.2      |
| 成兔 (磅/lb/oz) | 5.0 - 6.5 | 7.0      |

公兔的體型比母兔兔略大。

## 顏色
賓尼垂耳兔的顏色包括黑色、棕色、灰藍色、蝴蝶紋、白色、豚鼠色及鹿毛色等。